# Triepeolus robustus
Triepeolus robustus är en biart som först beskrevs av Cresson 1878.  Triepeolus robustus ingår i släktet Triepeolus och familjen långtungebin. Inga underarter finns listade i Catalogue of Life.